# Сверкер Карлссон
Сверкер II Младший (Карлссон), швед. Sverker den yngre Karlsson (родился в 1167 (возможно в 1164), умер 12 июля 1210), — король Швеции (1196—1208) из династии Сверкеров.

## Жизнеописание
Сын короля Карла Сверкерссона и его жены королевы Кристины Стигсдоттер, датской дворянки, поженившихся в около 1162—1163 годов. В 1167 году его отец был убит на острове Висингсё, и малолетний наследник был увезён в Данию, на остров Зеландия, где клан его матери имел большой вес. В 1196 году, по смерти короля Кнута I вернулся в Швецию и был избран королём благодаря ярлу Биргеру Бросе. Проводил благоприятную для церкви политику, увеличивая её привилегии, и привилегии лично архиепископа Упссальского. В 1203 году вместе с братьями бежал в Норвегию сын предыдущего короля Кнута I — Эрик Кнутссон, и начал готовиться к борьбе за шведский трон. В 1205 году он явился в Швецию с войском, но был разбит королём Сверкером, и бежал. В 1208 году, Эрик вновь сразился со Сверкером Младшим, и при значительной норвежской помощи разбил его в битве под Леной, заняв престол. Сверкер бежал в Данию, и попытался вернуть корону при помощи папы Иннокентия III, однако успеха не добился. В 1210 году, собрав в Дании войско, он предпринял в Швецию военный поход, и погиб в битве при Гестирене.
Был похоронен в Дании.

## Семья
Первый раз был женат на Бенедикте Эббесдоттер (р. 1165/70, ум. 1200), свадьба состоялась в 1190 году. После смерти первой жены женился во второй раз на дочери ярла Биргера Броса Ингегерд. Его первый сын от этого брака Юхан (1201—1222) был королём Швеции с 1216 по 1222 года. Также имел дочь Елену.

## В кино
- Арн: Объединенное королевство / Arn: Riket vid vägens slut (2008; Дания, Швеция, Финляндия, Великобритания, Норвегия, Германия) режиссёр Петер Флинт, в роли Сверкера Юэль Киннаман.